# Rutenbergia
Rutenbergia là một chi rêu trong họ Rutenbergiaceae.